# Emiliano Zapata (kommunhuvudort)
Emiliano Zapata är en kommunhuvudort i Mexiko.   Den ligger i kommunen Emiliano Zapata och delstaten Hidalgo, i den sydöstra delen av landet, 70 km öster om huvudstaden Mexico City. Emiliano Zapata ligger 2 496 meter över havet och antalet invånare är 8 555.
Terrängen runt Emiliano Zapata är platt åt sydost, men åt nordväst är den kuperad. Runt Emiliano Zapata är det ganska tätbefolkat, med 104 invånare per kvadratkilometer. Närmaste större samhälle är Calpulalpan, 7,8 km söder om Emiliano Zapata. Trakten runt Emiliano Zapata består till största delen av jordbruksmark.